# Pachycerianthus monostichus
Espèce
Pachycerianthus monostichus est une espèce de la famille des Cerianthidae.

## Systématique
Le nom valide complet (avec auteur) de ce taxon est Pachycerianthus monostichus McMurrich, 1910.

## Publication originale
- McMurrich, J.P. 1910.